# Nicktoons
Los Nicktoons son series de animación producidas por Nickelodeon Animation Studios. El domingo 11 de agosto de 1991 se estrenó el primer Nicktoon: Doug. Este programa fue seguido por Rugrats y después por Ren y Stimpy. Este formato fue repetido cada domingo.
Antes de los Nicktoons, Nickelodeon Transmitía programas que provenían principalmente de Canadá, Reino Unido, Georgia, Rusia, Italia y Japón que fueron producidas por otras compañías.

## Lista de Nicktoons

### Nickelodeon
| #  | Nombre                                        | Estreno                  | Final                    | Número de Episodios |
| -- | --------------------------------------------- | ------------------------ | ------------------------ | ------------------- |
| 1  | Doug                                          | 11 de agosto de 1991     | 2 de enero de 1994       | 52                  |
| 2  | Rugrats                                       | 11 de agosto de 1991     | 1 de agosto de 2004      | 172                 |
| 3  | Ren y Stimpy                                  | 11 de agosto de 1991     | 20 de octubre de 1996    | 52                  |
| 4  | La Vida Moderna de Rocko                      | 18 de septiembre de 1993 | 24 de noviembre de 1996  | 52                  |
| 5  | ¡Aaahh! Monstruos de verdad                   | 29 de octubre de 1994    | 16 de noviembre de 1997  | 52                  |
| 6  | ¡Oye Arnold!                                  | 7 de octubre de 1996     | 8 de junio de 2004       | 100                 |
| 7  | KaBlam!                                       | 11 de octubre de 1996    | 27 de mayo de 2000       | 48                  |
| 8  | The Angry Beavers                             | 19 de abril de 1997      | 26 de mayo de 2001       | 62                  |
| 9  | CatDog                                        | 4 de abril de 1998       | 15 de junio de 2005      | 68                  |
| 10 | Oh Yeah! Cartoons                             | 19 de julio de 1998      | 30 de agosto de 2002     | 34                  |
| 11 | Los Thornberrys                               | 1 de septiembre de 1998  | 11 de junio de 2004      | 91                  |
| 12 | Bob Esponja                                   | 1 de mayo de 1999        | presente                 | 316                 |
| 13 | Rocket Power                                  | 16 de agosto de 1999     | 30 de julio de 2004      | 71                  |
| 14 | Ginger                                        | 25 de octubre de 2000    | 14 de noviembre de 2006  | 60                  |
| 15 | Los Padrinos Mágicos                          | 30 de marzo de 2001      | 26 de julio de 2017      | 172                 |
| 16 | Invasor Zim                                   | 30 de marzo de 2001      | 19 de agosto de 2006     | 27                  |
| 17 | La Liga de La Acción                          | 18 de noviembre de 2001  | 10 de febrero de 2002    | 12                  |
| 18 | Zona Tiza                                     | 22 de marzo de 2002      | 23 de agosto de 2008     | 40                  |
| 19 | Las Aventuras de Jimmy Neutrón: El Niño Genio | 20 de julio de 2002      | 25 de noviembre de 2006  | 61                  |
| 20 | All Grown Up!                                 | 12 de abril de 2003      | 17 de agosto de 2008     | 55                  |
| 21 | My Life as a Teenage Robot                    | 1 de agosto de 2003      | 2 de mayo de 2009        | 40                  |
| 22 | Danny Phantom                                 | 3 de abril de 2004       | 24 de agosto de 2007     | 53                  |
| 23 | Avatar: La Leyenda de Aang                    | 21 de febrero de 2005    | 19 de julio de 2008      | 61                  |
| 24 | Catscratch                                    | 9 de julio de 2005       | 10 de febrero de 2007    | 20                  |
| 25 | Los X                                         | 25 de noviembre de 2005  | 25 de noviembre de 2006  | 20                  |
| 26 | El Tigre: Las Aventuras de Manny Rivera       | 19 de febrero de 2007    | 13 de septiembre de 2008 | 26                  |
| 27 | Tak y el Poder de Juju                        | 31 de agosto de 2007     | 24 de enero de 2009      | 26                  |
| 28 | Back at the Barnyard                          | 29 de septiembre de 2007 | 12 de noviembre de 2011  | 52                  |
| 29 | The Mighty B!                                 | 26 de abril de 2008      | 12 de junio de 2011      | 40                  |
| 30 | Los Pingüinos de Madagascar                   | 28 de noviembre de 2008  | 19 de diciembre de 2015  | 80                  |
| 31 | Fanboy y Chum Chum                            | 12 de octubre de 2009    | 12 de julio de 2014      | 52                  |
| 32 | Planeta Sheen                                 | 2 de octubre de 2010     | 15 de febrero de 2013    | 26                  |
| 33 | T.U.F.F. Puppy                                | 2 de octubre de 2010     | 4 de abril de 2015       | 60                  |
| 34 | Winx Club: Beyond Believix                    | 27 de junio de 2011      | 10 de abril de 2016      | 78                  |
| 35 | Kung Fu Panda: La Leyenda de Po               | 19 de septiembre de 2011 | 29 de junio de 2016      | 80                  |
| 36 | La leyenda de Korra                           | 14 de abril de 2012      | 19 de diciembre de 2014  | 52                  |
| 37 | Robot & Monster                               | 4 de agosto de 2012      | 5 de marzo de 2015       | 26                  |
| 38 | Tortugas Ninja                                | 28 de septiembre de 2012 | 12 de noviembre de 2017  | 124                 |
| 39 | Monsters vs. Aliens                           | 23 de marzo de 2013      | 8 de febrero de 2014     | 26                  |
| 40 | Sanjay y Craig                                | 25 de mayo de 2013       | 29 de julio de 2016      | 60                  |
| 41 | Breadwinners                                  | 17 de febrero de 2014    | 12 de septiembre de 2016 | 40                  |
| 42 | Harvey Beaks                                  | 28 de marzo de 2015      | 29 de diciembre de 2017  | 52                  |
| 43 | Pig Goat Banana Cricket                       | 16 de julio de 2015      | 11 de agosto de 2018     | 40                  |
| 44 | The Loud House                                | 2 de mayo de 2016        | presente                 | 284                 |
| 45 | Bunsen es una bestia                          | 16 de enero de 2017      | 10 de febrero de 2018    | 26                  |
| 46 | Welcome to the Wayne                          | 24 de julio de 2017      | 31 de mayo de 2019       | 30                  |
| 47 | Las aventuras de Kid Danger                   | 15 de enero de 2018      | 14 de junio de 2018      | 10                  |
| 48 | Rise of the Teenage Mutant Ninja Turtles      | 20 de julio de 2018      | 7 de agosto de 2020      | 39                  |
| 49 | Pinky Malinky                                 | 1 de enero de 2019       | 17 de julio de 2019      | 60                  |
| 50 | Los Casagrande                                | 14 de octubre de 2019    | 30 de septiembre de 2022 | 70                  |
| 51 | Es Pony                                       | 18 de enero de 2020      | 26 de mayo de 2022       | 40                  |
| 52 | Glitch Techs                                  | 21 de febrero de 2020    | 17 de agosto de 2020     | 19                  |
| 53 | Kamp Koral: SpongeBob's Under Years           | 4 de marzo de 2021       | 10 de julio de 2024      | 39                  |
| 54 | Rugrats (2021)                                | 27 de mayo de 2021       | 22 de marzo de 2024      | 45                  |
| 55 | The Patrick Star Show                         | 9 de julio de 2021       | presente                 | 57                  |
| 56 | Middlemost Post                               | 9 de julio de 2021       | 21 de octubre de 2022    | 33                  |
| 57 | Star Trek: Prodigy                            | 28 de octubre de 2021    | 1 de julio de 2024       | 40                  |
| 58 | Big Nate                                      | 17 de febrero de 2022    | 22 de marzo de 2024      | 36                  |
| 59 | Monster High                                  | 6 de octubre de 2022     | 24 de octubre de 2024    | 50                  |
| 60 | Transformers: EarthSpark                      | 11 de noviembre de 2022  | presente                 | 44                  |
| 61 | Rock Paper Scissors                           | 12 de febrero de 2024    | presente                 | 27                  |
| 62 | The Fairly OddParents: A New Wish             | 20 de mayo de 2024       | 8 de agosto de 2024      | 20                  |
| 63 | Tales of the Teenage Mutant Ninja Turtles     | 9 de agosto de 2024      | presente                 | 12                  |
| 64 | Max & the Midknights                          | 30 de octubre de 2024    | presente                 | 10                  |
| 65 | Wylde Pak                                     | 6 de junio de 2025       | presente                 | 26                  |

## Nicktoons Network
Nicktoons Network, también conocido como "Nicktoons TV" o simplemente "Nicktoons" es un canal de televisión por suscripción.
El Nombre de Nicktoons TV fue utilizado por primera vez el 1 de mayo de 1998, como maratón de 5 horas de 10 episodios de varios Nicktoons. Nicktoons TV se convirtió en una serie regular el sábado 1 de agosto de 1998 que duró hasta 1999. Finalmente se convertiría en un canal de televisión el 1 de mayo de 2002.

### Programas
| # | Título Original                     | Primer episodio        |
| 1 | Nicktoons Film Festival             | 24 de octubre de 2004  |
| 2 | Making Fiends                       | 4 de octubre de 2008   |
| 3 | Random! Cartoons                    | 6 de diciembre de 2008 |
| 4 | Wild Grinders                       | 27 de abril de 2012    |
| 5 | Nickelodeon Animated Shorts Program | 11 de julio de 2012    |

## Películas
- Rugrats: La película - Aventuras en pañales (1998)
- Rugrats en París: La película (2000)
- Las aventuras de Jimmy Neutrón: el niño genio (2001)
- ¡Oye, Arnold! La película (2002)
- Los Thornberrys: La película (2002)
- Rugrats: Vacaciones Salvajes (2003)
- Bob Esponja, la película (2004)
- La Granja (2006)
- Los Padrinos Mágicos: La película (2011)
- Bob Esponja: Un héroe fuera del agua (2015)
- ¡Oye Arnold! La película de la jungla (2017)
- La vida moderna de Rocko: Cambio de chip (2019)
- Invasor Zim y el poder del florpus (2019)
- Bob Esponja: Al Rescate (2020)
- The Loud House: la película (2021)
- El ascenso de las Tortugas Ninja: La película (2022)
- Teenage Mutant Ninja Turtles: Mutant Mayhem (2023)
- Los Casagrande: La película (2024)
- The Loud House: No hay tiempo para espiar (2024)
- Al rescate de Fondo de Bikini: La película de Arenita Mejillas (2024)